# Chabaudechina
Chabaudechina (benannt nach Alain Chabaud) ist eine Gattung der Spulwürmer mit zwei Arten. Sie sind Parasiten im Darm von Raubbeutlern. Der zweite Namensteil echina – von altgriechisch ἐχῖνος echinos, deutsch ‚Igel‘ – nimmt Bezug auf den Dornenbesatz; Alain Chabaud verwendete diesen Terminus auch zur Beschreibung einiger anderer Gattungen der Seuratidae.

## Merkmale
Chabaudechina  trägt am Vorderende zwei Paare doppelter submedianer (etwas neben der Mitte gelegen) Papillen und ein Paar Amphiden. Die dreieckige Mundöffnung ist ohne Lippen. Der kolbenförmige Kopf ist mit fünf Hakenreihen besetzt, von denen die erste die größte ist. Der übrige Körper ist durch zahlreiche Reihen von Dornen oder kleinen Haken besetzt. Sie nehmen kontinuierlich an Größe zu, sind in den Reihen 24 bis 28 am größten und werden dann wieder kleiner. Sie reichen bei Weibchen bis zum Hinterende, bei Männchen bis zur Kloake. Bei Männchen erhalten sie im hinteren Bereich an der Unterseite ein schuppenförmiges Aussehen. Der Ösophagus ist kurz, einfach gebaut und keulenförmig und wird im Bereich der Deiriden bzw. der Ausscheidungspore vom Nervenring umgeben. Die Spicula der Männchen sind gleich groß und ohne Flügel, ein Gubernaculum fehlt. Die Vulva liegt etwa in der Körpermitte, die Vagina ist nach vorn gerichtet. Das weibliche Geschlechtssystem ist unpaar (monodelphisch), es gibt also nur einen Eierstock und einen Uterus.

## Systematik
Das Interim Register of Marine and Nonmarine Genera weist folgende Arten aus:
- Chabaudechina haycocki Smales, 1999
- Chabaudechina presidentei Smales, 1999